# 埃德蒙顿龙族
埃德蒙顿龙族（学名：Edmontosaurini）是鸭嘴龙科栉龙亚科的一个族，生存于白垩纪晚期的北半球。它含有以下几个属：埃德蒙顿龙（加拿大）、古植食龙（美国阿拉斯加）、山东龙和莱阳龙（中国山东）以及神威龙（日本），尽管连接埃德蒙顿龙（原为连接鸭龙）目前是埃德蒙顿龙的一个物种，但它极有可能是一个不同的属。来自俄罗斯的克贝洛斯龙和昆杜尔龙更接近栉龙族，但它们也可能是该族的成员。